# Németország autópályái
Ez a szócikk Németország autópályáit és főbb autóútjait sorolja fel. Az országban összesen 12 949 km (2015) autópálya van. Németországban jelenleg nincs sebességkorlátozás az autópályán, csak egyes szakaszokon, lakott terület közelében. Az ajánlott maximális sebesség 130 km/h.

## A németországi autópályák története

### Az első autópályák és a Reichsautobahn
Az első autópálya a Köln és Bonn közötti 20 kilométer hosszú szakasz volt (a mai A 555), amelyet 1929-ben kezdtek építeni és 1932-ben készült el. A megengedett maximális sebesség 120 km/óra volt. Hitler hatalomra kerülése után bejelentette, hogy a hálózatot 7000 kilométeresre bővíti és megalapították a „Reichsautobahn” vállalatot (fordítása: Birodalmi Autópálya). 1933-ban a Frankfurt am Main és Mannheim között szakasz (első birodalmi autópálya) alapkőletételét Hitler tette le. 1936-ra már kb. 1000 kilométernyi, majd a háború kezdetére 3000 kilométernyi autópálya készült el. A tervezett 6900 km-ből 1945-ig mintegy 3800 km épült meg. A hálózat egyes szakaszai a mai Ausztria és Lengyelország terültén találhatóak. 1934-ben a sebességkorlátozásokat eltörölték, majd 1939 májusában újra bevezették a korlátozásokat, amelyek alapján személygépkocsikra vonatkozóan városon kívül 100 km/órára, majd a fennálló nyersanyaghiány miatt 1939 októberétől 80 km/órára csökkentették a sebességhatárt, amely az újonnan épített birodalmi autópályákon is érvényes volt. A háború alatt a Reichsautobahn számos szakaszát bombatámadások pusztították el.

### Autópálya-építések Nyugat-Németországban
A második világháborút követően a nyugati zónában az autópálya-hálózat újjáépítését elkezdték. 1949-re a háború alatt felrobbantott hidak nagy részét újra megnyitották a forgalom előtt és az utak is használhatóak lettek. Az új autópályák építése az 1950-es évek elején kezdődött. Az első nagy projekt, amely elkészült, a frankfurti autópálya-csomópont volt 1956-ban. 1952-ben Nyugat-Németországban minden sebességkorlátozást feloldottak, még a városokban is (a lakott területekre 1957-ben vezették be az 50 km/órás maximumot), majd 1973-ban az autópályákon bevezették az általános 100 km/óra sebességkorlátozást; egy évvel később azonban ezt eltörölték, és helyébe 130 km/órás „ajánlott sebesség” lépett, ami a gyakorlatban azt jelenti, hogy nincs felső határ. Nyugat-Németországban 1950-ben 2128 km autópálya volt, ami 1970-re 4110,3 km-re bővült, majd 1980-ban már 7292 km volt. 1990-ben 8822 km autópályával rendelkezett az ország.

### Autópályahelyzet és -építések Kelet-Németországban
1950-ben az egykori NDK területén 1368,6 kilométer használható autópálya volt, részben egysávos, részben kétsávos. Közvetlenül a háború után több hidat kijavítottak, másokat csak jóval később. Az országban ugyan épültek új autópályák, azonban korántsem olyan nagyságrendben és minőségben, mint nyugaton, továbbá a hálózat nagyobbik részét mindvégig a háború előtti szakaszok tették ki. 1969 és 1971 között megépítették például a Lipcse–Drezda autópályaszakaszt (74,8 km), amely a mai A 14-es. Az 1959 és 1965 közötti hétéves tervben szerepelt a Berlin–Rostock autópálya építése, azonban csak 1970 és 1978 kötött került megvalósításra. A Nyugat-Németország és Nyugat-Berlin közötti közlekedési kapcsolat javítása végett 1972-ben életbe lépett az NSZK és NDK közötti tranzitmegállapodás, amelynek köszönhetően Hamburg és Berlin között 1978 és 1982 között megépült az A 24-es autópálya. Az A 24-es autópálya megvalósításához az NSZK 1,25 milliárd márkát ruházott be. Az NDK-ban 1956-ban a személygépkocsik sebességét 100 km/órában határozták meg az autópályákon. 1950 és 1990 között közel 500 kilométernyi új, kétsávos autópálya épült, és mintegy 650 kilométernyi autópályát újítottak fel. A tranzitmegállapodás keretében az NSZK mintegy 2,2 milliárd márkát fizetett az NDK-nak a tranzitútvonalak építéséért és bővítéséért. Érdekesség, hogy az NDK területén, Hörschel közelében lévő Werratal-hidat – ami az egykori NDK-ban valaha épült legnagyobb autópályahíd – a nyugatnémet HOCHTIEF építőipari vállalat építette. Az utolsó autópálya 1986-ban épült. 1990-ben az NDK úthálózata mintegy 121 000 km hosszú volt, ebből 1 870 km autópálya. Az autópályák 50%-át 1945 óta nem javították ki.

### Az újraegyesítés után
1992. január 1-jén összesen 10 995 km autópálya volt az országban, amiből 1 895 km volt az újonnan csatlakozott, keleti tartományokban; ezekben az úthálózatot felújították és bővítették. 2000-re 11 515 km-re, 2007-re 12 531 km-re bővült a németországi autópálya-hálózat. A 2000-es évektől már nem voltak olyan nagymértékű építések, mint korábban. A szövetségi főúthálózat 2025-ben 13 210 km szövetségi autópályából (Bundesautobahn) és 37 746 km szövetségi útból állt.

## Díjfizetés
A 3,5 tonna alatti járművek esetében nincs útdíj- vagy matricakötelezettség, így a személygépjárművek általi használat ingyenes.  A 3,5 tonna feletti tehergépjárművek után viszont útdíjat kell fizetni. A 3,5 tonna feletti, de legfeljebb 7,5 tonna össztömegű lakóautók nem esnek az útdíjfizetési kötelezettség alá, ha a lakóautót tartós személyszállításra használják és nem szállítanak vele árut.

## Számozás
Az egyszámjegyű autópályák (A 1–A 9) nagy hosszúságúak, vagy határokon átívelve szelik át Németországot. A két számjegyű számok az egyes területekhez vannak rendelve; az A 10-essel, a berlini körgyűrűvel kezdődik és az A 99-essel, a müncheni körgyűrűvel végződik.
- A 10–A 19: Berlin, Brandenburg, Szászország, Szász-Anhalt és Mecklenburg-Elő-Pomeránia tartományokat érinti
- A 20–A 21: Németország északi része
- A 30–A 31: Alsó-Szászország, Vesztfália (északi részét), Türingia, Szászország és Szász-Anhalt tartományokat érinti
- A 40–A 41: Rajna-vidék, Vesztfália és Hessen tartomány északi területét érinti
- A 50–A 51: Alsó-Rajna vidéke (a holland határ menti terület) Kölnig
- A 60–A 61: Rajna-vidék-Pfalz, a Saar-vidék, Hessen déli része és Rajna-Neckar régió
- A 70–A 71: Frankföld, Türingia és Szászország
- A 80–A 81: Baden-Württemberg tartományt érinti
- A 90–A 99: Bajorország déli és keleti részei, a Bodeni-tó környéke és a svájci határ körüli rész

Háromjegyű számozási rendszerrel rendelkeznek a regionális autópályák, amelyek általában két nagyobb autópályát kötnek össze, vagy más autópályák bekötői. 

## Az autópályák táblázatban

### Legfőbb útvonalak (A 1-től A 9-ig)
| Név | Útvonal | Megépített | Állapot                                                                            | Térkép |
| --- | --- | ---------- | ---------------------------------------------------------------------------------- | ------ |
| A 1 | Heiligenhafen – Oldenburg/Holstein – Lübeck – Hamburg – Bréma – Osnabrück – Münster – Hamm – Dortmund – Wuppertal – Leverkusen – Köln – Euskirchen – Blankenheim Kelberg – Trier – Saarbrücken | 732 km     | Használatban Tervezett: dán határ – Heiligenhafen Tervezett: Blankenheim – Kelberg |        |
| A 3 | – Oberhausen – Bottrop – Gelsenkirchen – Recklinghausen – Dortmund – Bielefeld – Hannover – Magdeburg –                                                                                        | 486 km     | Használatban                                                                       |        |
| A 3 | – Duisburg – Düsseldorf – Leverkusen – Köln – Wiesbaden – Frankfurt – Würzburg – Nürnberg – Regensburg –                                                                                       | 778 km     | Használatban                                                                       |        |
| A 4 | – Aachen – Köln – Gummersbach − Olpe – Krombach – Eisenach – Erfurt – Weimar – Jena – Gera – Chemnitz – Drezda – Bautzen – Görlitz –                                                           | 585 km     | Használatban Terv elvetve: Krombach –                                              |        |
| A 5 | – Frankfurt – Darmstadt – Heidelberg-Karlsruhe – Offenburg/Strasbourg – Freiburg – Weil am Rhein –                                                                                             | 440 km     | Használatban                                                                       |        |
| A 6 | – Saarbrücken – Kaiserslautern – Mannheim – Heilbronn – Nürnberg – Amberg – Waidhaus – | 477 km     | Használatban                                                                       |        |
| A 7 | – Handewitt – Flensburg – Neumünster – Hamburg – Hannover – Göttingen – Kassel – Würzburg – Ulm – Kempten – Füssen –                                                                           | 962 km     | Használatban                                                                       |        |
| A 8 | – Perl – Saarlouis – Neunkirchen – Pirmasens Karlsruhe – Stuttgart – Ulm – Augsburg – München – Rosenheim –                                                                                    | 497 km     | Használatban Terv elvetve: Pirmasens – Karlsruhe                                   |        |
| A 9 | – Dessau – Lipcse – Bayreuth – Nürnberg – Ingolstadt – München | 529 km     | Használatban                                                                       |        |

### Országos és regionális utak (A 10-től A 99-ig)

#### A 10-től A 19-ig
| Név  | Útvonal                                                                  | Hossz  | Állapot                                                                                        | Térkép |
| ---- | ------------------------------------------------------------------------ | ------ | ---------------------------------------------------------------------------------------------- | ------ |
| A 10 | Berlini körgyűrű                                                         | 196 km | Használatban                                                                                   |        |
| A 11 | Barnim – Penkun                                                          | 110 km | Használatban                                                                                   |        |
| A 12 | Spreeau – Frankfurt (Oder) –                                             | 58 km  | Használatban                                                                                   |        |
| A 13 | Schönefeld – Lübbenau/Spreewald – Senftenberg – Drezda                   | 151 km | Használatban                                                                                   |        |
| A 14 | Wismar – Schwerin Magdeburg – Staßfurt – Halle (Saale) – Lipcse – Nossen | 310 km | Használatban Építés alatt: Schwerin – Ludwigslust Tervezett: Ludwigslust – Stendal – Magdeburg |        |
| A 15 | Spreewald – Cottbus – Forst –                                            | 64 km  | Használatban                                                                                   |        |
| A 16 | Lipcse – Torgau – Elsterwerda – Hoyerswerda – Weißwasser/Oberlausitz     |        | Terv elvetve                                                                                   |        |
| A 17 | Drezda – Bad Gottleuba-Berggießhübel – Pirna –                           | 45 km  | Használatban                                                                                   |        |
| A 18 | Cottbus – Görlitz – Zittau                                               |        | Terv elvetve                                                                                   |        |
| A 19 | Rostock – Wittstock/Dosse                                                | 123 km | Használatban                                                                                   |        |

#### A 20-tól A 29-ig
| Név  | Jelzés | Érintett városok                                                          | Megépített | Állapot | Térkép    |
| ---- | ------ | ------------------------------------------------------------------------- | ---------- | --- | --------- |
| A 20 |        | Bad Segeberg – Lübeck – Rostock – Grimmen – Greifswald – Neubrandenburg – | 350 km     | Használatban Tervezett: Westerstede – Jaderberg – Weser-alagút – Bremervörde – Drochtersen – Bad Bramstedt – Bad Segeberg |           |
| A 21 |        | Kiel – Bargteheide                                                        | 52 km      | Használatban Tervezett: Kiel – Bad Segeberg Tervezett: Bargteheide – Geesthacht – Lüneburg vagy Handorf – Egestorf        |           |
| A 22 |        | Westerstede – Jaderberg – Weser-alagút – Bremervörde – Stade              | kb. 120 km | Terv elvetve (részben a része)                                                                                            |           |
| A 23 |        | Heide – Itzehoe – Pinneberg – Hamburg                                     | 87 km      | Használatban | zentriert |
| A 24 |        | Hamburg – Schwerin – (Berlin)                                             | 239 km     | Használatban |           |
| A 25 |        | Hamburg – Geesthacht                                                      | 18 km      | Használatban |           |
| A 26 |        | Stade – Horneburg                                                         | 11 km      | Használatban Tervezett: Drochtersen – Stade Építés alatt és tervezett: Horneburg – Hamburg                                |           |
| A 27 |        | Cuxhaven – Bremerhaven – Bréma – Walsrode                                 | 162 km     | Használatban |           |
| A 28 |        | Leer – Westerstede – Oldenburg (Oldb) – Delmenhorst (– Bréma)             | 92 km      | Használatban |           |
| A 29 |        | Wilhelmshaven – Oldenburg (Oldb) –                                        | 93 km      | Használatban |           |

#### A 30-tól A 39-ig
| Név  | Jelzés | Érintett városok                                                                    | Megépített    | Állapot                                                                                  | Térkép |
| ---- | ------ | ----------------------------------------------------------------------------------- | ------------- | ---------------------------------------------------------------------------------------- | ------ |
| A 30 |        | – Rheine – Ibbenbüren – Osnabrück – Bad Oeynhausen –                                | 128 km        | Használat Építés alatt: Bad Oeynhausen –                                                 |        |
| A 31 |        | Emden – Leer – Lingen – Schüttorf – Gronau (Westf.) – Gladbeck – Bottrop            | 241 km        | Használatban                                                                             |        |
| A 32 |        | Nienburg – Schwarmstedt – Celle – Gifhorn – Wolfsburg-Magdeburg                     |               | Terv elvetve                                                                             |        |
| A 33 |        | Osnabrück – Borgholzhausen Bielefeld – Paderborn –                                  | 81 km         | Használatban Tervezett: Wallenhorst – Osnabrück Építés alatt: Borgholzhausen – Bielefeld |        |
| A 34 |        | Schöninghsdorf – Meppen – Haselünne – Löningen – Cloppenburg – Emstek-              |               | Terv elvetve részben a , a és a része                                                    |        |
| A 35 |        | Nienburg – Hannover – Hameln – Lemgo – Lage – Bielefeld -                           |               | Terv elvetve, részben a és része                                                         |        |
| A 36 |        | Hameln – Bad Harzburg – Wernigerode – Quedlinburg – Aschersleben – Bernburg (Saale) |               | Terv elvetve, részben a része                                                            |        |
| A 37 |        | Burgdorf – Hannover – Misburg Hannover Messe – Hannover-Dél autópálya-kereszteződés | 14 km         | Használatban                                                                             |        |
| A 38 |        | – Nordhausen – Sangerhausen – Halle – Lipcse –                                      | 219 km        | Használatban                                                                             |        |
| A 39 |        | Hamburg – Lüneburg Wolfsburg – Braunschweig –                                       | 28 km + 68 km | Használatban Tervezett: Lüneburg – Wolfsburg                                             |        |

#### A 40-től A 49-ig
| Név  | Jelzés | Érintett városok | Megépített | Állapot | Térkép |
| ---- | ------ | --- | ---------- | --- | ------ |
| A 40 |        | – Moers – Duisburg – Mülheim an der Ruhr – Essen – Bochum – Dortmund – | 94 km      | Használatban Tervezve: Dortmund – / |        |
| A 41 |        | Dorsten – Gelsenkirchen – Sprockhövel |            | Terv elvetve |        |
| A 42 |        | Kamp-Lintfort – Duisburg – Oberhausen – Bottrop – Gelsenkirchen – Herne – Castrop-Rauxel – Dortmund | 58 km      | Használatban |        |
| A 43 |        | Münster – Marl – Recklinghausen – Herne – Bochum – Witten – Wuppertal | 95 km      | Használatban |        |
| A 44 |        | – Aachen – Jackerath Holz – Mönchengladbach – Odenkirchen Mönchengladbach (Ost) – Willich – Düsseldorf – Ratingen Heiligenhaus – Essen-Heisingen Bochum – Witten Dortmund – Unna – Werl – Soest – Kassel | 266 km     | Használatban Építés alatt: Jackerath – Holz Építés alatt: Ratingen – Heiligenhaus Tervezett: Essen-Heisingen – Építés alatt és tervezett: Kassel – Eisenach |        |
| A 45 |        | Dortmund – Siegen – Gießen – Hanau – Aschaffenburg | 257 km     | Használatban |        |
| A 46 |        | Heinsberg – Grevenbroich – Neuss – Düsseldorf – Hilden – Wuppertal Hagen – Iserlohn – Hemer Arnsberg – Bestwig                                                                                           | 141 km     | Használatban Tervezett: Hemer – Menden – Arnsberg Építés alatt: Bestwig – Brilon                                                                            |        |
| A 47 |        | Kirchlengern – Bielefeld – Rheda-Wiedenbrück – Lippstadt – Erwitte – Meschede |            | Terv elvetve |        |
| A 48 |        | – Koblenz – | 79 km      | Használatban |        |
| A 49 |        | Kassel – Neuental | 45 km      | Használatban Építés alatt: Neuental – Schwalmstadt Tervezett: Schwalmstadt – Stadtallendorf –                                                               |        |

#### A 50-től A 59-ig
| Név  | Jelzés | Érintett városok                                                                  | Megépített | Állapot                                       | Térkép |
| ---- | ------ | --------------------------------------------------------------------------------- | ---------- | --------------------------------------------- | ------ |
| A 50 |        | Aachen – Olpe                                                                     |            | Terv elvetve, részben a része                 |        |
| A 51 |        | Duisburg – Krefeld – Viersen – Hückelhoven – Aachen                               |            | Terv elvetve, részben a része                 |        |
| A 52 |        | – Mönchengladbach – Düsseldorf – Essen Gelsenkirchen – Marl                       | 93 km      | Használatban Tervezett: Essen – Gelsenkirchen |        |
| A 53 |        | – Aachen – Düsseldorf                                                             |            | Terv elvetve, részben a és része              |        |
| A 54 |        | – Jülich – Solingen – Lüdenscheid – Werdohl                                       |            | Terv elvetve, részben a és része              |        |
| A 55 |        | Goch – Geldern – Kempen – Krefeld – Tönisvorst – Grevenbroich – Frechen – Hürth   |            | Terv elvetve                                  |        |
| A 56 |        | Selfkant – Jülich – Düren – Euskirchen – Bonn – Waldbröl –                        |            | Terv elvetve, részben az és része             |        |
| A 57 |        | – Goch – Moers – Krefeld – Kaarst – Neuss – Köln                                  | 128 km     | Használatban                                  |        |
| A 59 |        | Dinslaken – Duisburg Düsseldorf – Langenfeld – Leverkusen Köln – Troisdorf – Bonn | 70 km      | Használatban                                  |        |

#### A 60-tól A 69-ig
| Név  | Jelzés | Érintett városok | Megépített | Állapot                                                       | Térkép |
| ---- | ------ | --- | ---------- | ------------------------------------------------------------- | ------ |
| A 60 |        | – Winterspelt – Bitburg – Wittlich Bingen – Mainz – Rüsselsheim                                                                                  | 114 km     | Használatban                                                  |        |
| A 61 |        | – Viersen – Mönchengladbach – Bergheim – Swisttal – Meckenheim – Bad Neuenahr-Ahrweiler – Koblenz – Bingen – Worms – Ludwigshafen – Hockenheim – | 331 km     | Használatban                                                  |        |
| A 62 |        | Nonnweiler – Landstuhl – Pirmasens | 80 km      | Használatban                                                  |        |
| A 63 |        | Mainz – Kaiserslautern | 73 km      | Használatban                                                  |        |
| A 64 |        | – Trier | 14 km      | Használatban                                                  |        |
| A 65 |        | Ludwigshafen – Neustadt an der Weinstraße – Landau – Kandel – Wörth am Rhein – Karlsruhe –                                                       | 60 km      | Használatban                                                  |        |
| A 66 |        | Eltville am Rhein – Wiesbaden – Frankfurt am Main (Miquelallee városrész) Frankfurt am Main (Enkheim városrész) – Hanau – Fulda                  | 121 km     | Használatban Építés alatt és tervezett: Miquelallee – Enkheim |        |
| A 67 |        | Rüsselsheim – Darmstadt – Viernheim | 60 km      | Használatban                                                  |        |
| A 69 |        | Schifferstadt – Germersheim – Wörth am Rhein –                                                                                                   |            | Terv elvetve, részben a része                                 |        |

#### A 70-től A 79-ig
| Név  | Jelzés | Érintett városok | Megépített | Állapot                                                  | Térkép |
| ---- | ------ | --- | ---------- | -------------------------------------------------------- | ------ |
| A 70 |        | Schweinfurt – Bamberg – Bayreuth                                                                                           | 120 km     | Használatban                                             |        |
| A 71 |        | Sömmerda – Erfurt – Arnstadt – Ilmenau – Suhl – Meiningen – Schweinfurt –                                                  | 200 km     | Használatban Építés alatt: – Sömmerda                    |        |
| A 72 |        | – Hof – Plauen – Zwickau – Chemnitz                                                                                        | 123 km     | Használatban Építés alatt és tervezve: Chemnitz – Lipcse |        |
| A 73 |        | Suhl – Schleusingen – Eisfeld – Coburg – Lichtenfels – Bad Staffelstein – Bamberg – Erlangen – Fürth – Nürnberg – Feucht – | 170 km     | Használatban                                             |        |
| A 74 |        | Chemnitz – |            | Terv elvetve, részben a része                            |        |
| A 75 |        | Baiersdorf – Nürnberg – Weinsfeld                                                                                          |            | Terv elvetve                                             |        |
| A 77 |        | Nürnberg – Roth – Weißenburg in Bayern – Treuchtlingen – Donauwörth (- Augsburg – Landsberg am Lech – Füssen)              |            | Terv elvetve, részben a része                            |        |

#### A 80-tól A 89-ig
| Név  | Jelzés | Érintett városok | Megépített | Állapot                                                 | Térkép |
| ---- | ------ | --- | ---------- | ------------------------------------------------------- | ------ |
| A 80 |        | Germersheim – Bruchsal – Maulbronn – Stuttgart – Göppingen – Ulm – Senden                                               |            | Terv elvetve, részben a , és része                      |        |
| A 81 |        | Würzburg – Heilbronn – Stuttgart – Sindelfingen – Villingen-Schwenningen – Singen – Gottmadingen                        | 283 km     | Használatban                                            |        |
| A 82 |        | Karlsruhe – Pforzheim – Ditzingen – Stuttgart                                                                           |            | Terv elvetve                                            |        |
| A 83 |        | Lauffen am Neckar – Stuttgart – Tübingen – Villingen-Schwenningen – Hüfingen                                            |            | Terv elvetve, részben a                                 |        |
| A 84 |        | Haguenau – Freudenstadt – Tübingen – Reutlingen – Kirchheim unter Teck                                                  |            | Terv elvetve, részben a része                           |        |
| A 85 |        | Schwäbisch Hall – Backnang – Stuttgart – Metzingen – Riedlingen – Ravensburg                                            |            | Terv elvetve, részben a része                           |        |
| A 86 |        | Breisach am Rhein – Freiburg im Breisgau – Titisee-Neustadt – Donaueschingen – Tuttlingen – Riedlingen – Ulm – Langenau |            | Terv elvetve, részben a , és része                      |        |
| A 87 |        | Stuttgart/Zuffenhausen – Kornwestheim – Fellbach – Waiblingen – Schorndorf – Lorch – Schwäbisch Gmünd – Aalen –         |            | Terv elvetve, részben a része                           |        |
| A 88 |        | Memmingen – Biberach an der Riß –                                                                                       |            | Terv elvetve, részben a része                           |        |
| A 89 |        | Ulm – Laupheim – Biberach an der Riß – Bad Waldsee – Weingarten – Ravensburg – Friedrichshafen                          |            | Építés alatt a részeként; további tervek előkészületben |        |

#### A 90-től A 99-ig
| Név                      | Jelzés | Érintett városok                                                                          | Megépített | Állapot | Térkép |
| ------------------------ | ------ | ----------------------------------------------------------------------------------------- | ---------- | --- | ------ |
| A 90                     |        | Bad Abbach – Mainburg – Hallertau – Pfaffenhofen an der Ilm – Aichach – Dasing – Augsburg |            | Terv elvetve, részben a és része |        |
| A 91                     |        | Feuchtwangen – Donauwörth – Augsburg – Landsberg am Lech – Füssen                         |            | Terv elvetve, részben a , és része |        |
| A 92                     |        | – (Neufahrn bei Freising) – Landshut – Deggendorf                                         | 134 km     | Használatban |        |
| A 93                     |        | – Hof – Weiden in der Oberpfalz – Regensburg – Rosenheim/ –                               | 276 km     | Használatban Terv elvetve: Regensburg – Rosenheim (helyette a )                                                                                    |        |
| A 94                     |        | München – Pastetten Heldenstein – Altötting – Burghausen                                  | 71 km      | Használatban Építés alatt és tervezett: Pastetten – Heldenstein Tervezett: Burghausen – Simbach am Inn – Pocking                                   |        |
| A 95                     |        | München – Garmisch-Partenkirchen                                                          | 67 km      | Használatban |        |
| A 96                     |        | Lindau – Wangen im Allgäu – (Memmingen) – Buchloe – Landsberg am Lech – München           | 173 km     | Használatban |        |
| A 98                     |        | Weil am Rhein – Lörrach – (Hochrhein) Waldshut-Tiengen – Lauchringen Singen – Stockach    | 32 km      | Használatban Építés alatt és tervezett: – Rheinfelden – Bad Säckingen – Waldshut-Tiengen Tervezve: Lauchringen – Jestetten – Schaffhausen – Singen |        |
| A 99                     |        | –                                                                                         | 54 km      | Használatban |        |
| A 99a (Müncheni körgyűrű |        | –                                                                                         | 4 km       | Használatban |        |

### Regionális és helyi utak

#### A 100-tól A 199-ig
| Név                       | Jelzés | Érintett városok                                                                      | Megépített | Állapot                 | Térkép |
| ------------------------- | ------ | ------------------------------------------------------------------------------------- | ---------- | ----------------------- | ------ |
| A 100, Berlini városgyűrű |        | Seestraße – –                                                                         | 22 km      | Használatban            |        |
| A 102                     |        | – Gradestraße                                                                         |            | Terv elvetve, lefokozva |        |
| A 103                     |        | Sachsendamm – – Wolfensteindamm/Schloßstraße                                          | 5 km       | Használatban            |        |
| A 104                     |        | Konstanzer Straße – – Schildhornstraße                                                |            | Lefokozva               |        |
| A 105                     |        | – Kurt-Schumacher-Platz                                                               |            | Lefokozva               |        |
| A 106                     |        | Berlin-Schöneberg – Berlin-Kreuzberg – Berlin-Treptow – Berlin-Köpenick (városrészek) |            | Terv elvetve            |        |
| A 107                     |        | Berlin-Tiergarten – Berlin-Mitte – Berlin-Friedrichshain (városrészek)                |            | Terv elvetve            |        |
| A 111                     |        | –                                                                                     | 23 km      | Használatban            |        |
| A 113                     |        | – /                                                                                   | 19 km      | Használatban            |        |
| A 114                     |        | – Prenzlauer Promenade                                                                | 7 km       | Használatban            |        |
| A 115                     |        | – Potsdam –                                                                           | 28 km      | Használatban            |        |
| A 117                     |        | –                                                                                     | 5 km       | Használatban            |        |
| A 140                     |        | – Halle an der Saale – Lipcse –                                                       |            | Terv elvetve, a része   |        |
| A 143                     |        | – Halle an der Saale – Neustadt –                                                     | 22 km      | Használatban            |        |

#### A 200-tól A 299-ig
| Név   | Jelzés | Érintett városok                    | Megépített | Állapot                       | Térkép |
| ----- | ------ | ----------------------------------- | ---------- | ----------------------------- | ------ |
| A 201 |        | Grimmen – Stralsund – Rügen         |            | Terv elvetve, részben a része |        |
| A 205 |        | Westumgehung – Flensburg            |            | Terv elvetve, részben a része |        |
| A 210 |        | Rendsburg – Kiel                    | 27 km      | Használatban                  |        |
| A 215 |        | Kiel –                              | 21 km      | Használatban                  |        |
| A 226 |        | – Lübeck-Siems                      | 5 km       | Használatban                  |        |
| A 227 |        | Lübeck-Zentrum – Lübeck-Travemünde  |            | Terv elvetve, részben a része |        |
| A 241 |        | Wismar – Schwerin                   |            | Északi része a része          |        |
| A 250 |        | – Lüneburg                          |            | Északi része a                |        |
| A 252 |        | Hamburg-Georgswerder (– Waltershof) | 2 km       | Használatban                  |        |
| A 253 |        | Hamburg-Harburg                     | 4 km       | Használatban                  |        |
| A 255 |        | Hamburg–Veddel                      | 2 km       | Használatban                  |        |
| A 261 |        | Hamburg – Buchholz in der Nordheide | 10 km      | Használatban                  |        |
| A 263 |        | Schwarzenbek – Lüneburg             |            | Terv, a része                 |        |
| A 270 |        | Bréma                               | 12 km      | Használatban                  |        |
| A 280 |        | –                                   | 4 km       | Használatban                  |        |
| A 281 |        | Bréma                               | 7 km       | Használatban                  |        |
| A 282 |        | Delmenhorst – Bréma                 |            | Terv elvetve, részben a része |        |
| A 290 |        | Wilhelmshaven – Wittmund            |            | Terv elvetve, részben a része |        |
| A 293 |        | –                                   | 9 km       | Használatban                  |        |

#### A 300-tól A 399-ig
| Név   | Jelzés | Érintett városok                         | Megépített | Állapot                       | Térkép |
| ----- | ------ | ---------------------------------------- | ---------- | ----------------------------- | ------ |
| A 314 |        | Gronau (Westf.) – Steinfurt – Münster    |            | Terv elvetve, részben a része |        |
| A 339 |        | Dehme – Bad Oeynhausen –                 |            | Terv elvetve, részben a része |        |
| A 352 |        | (Hannover-Nord) – (Hannover-West)        | 18 km      | Használatban                  |        |
| A 369 |        | Braunschweig – Wolfenbüttel – Vienenburg |            | Terv elvetve, részben a része |        |
| A 376 |        | – (Hannover)                             |            | Terv elvetve, részben a része |        |
| A 388 |        | – (Göttingen)                            |            | Leminősítve -hez              |        |
| A 391 |        | – (Braunschweig)                         | 13 km      | Használatban                  |        |
| A 392 |        | – – Hamburger Straße (Braunschweig)      | 4 km       | Használatban                  |        |
| A 395 |        | Braunschweig – Wolfenbüttel – Vienenburg | 36 km      | Használatban                  |        |

#### A 400-tól A 499-ig
| Név   | Jelzés | Érintett városok                                             | Megépített | Állapot                                                                    | Térkép |
| ----- | ------ | ------------------------------------------------------------ | ---------- | -------------------------------------------------------------------------- | ------ |
| A 430 |        | Duisburg – Mülheim an der Ruhr – Essen – Bochum – Dortmund – |            | Használatban 1977 januárjától 1992 áprilisáig, majd a keleti része a része |        |
| A 432 |        | (Herne –) –                                                  |            | Terv elvetve                                                               |        |
| A 443 |        | Unna – –                                                     |            | Lefokozva a -hoz és az L 679-hoz                                           |        |
| A 445 |        | – Werl – Arnsberg-Neheim                                     | 14 km      | Használatban Tervezett: Hamm – Tervezett: Arnsberg-Neheim –                |        |
| A 448 |        | – Bochum-Laer –                                              | 10 km      | Épül                                                                       |        |
| A 451 |        | – Gummersbach – Bergneustadt – Waldbröl –                    |            | Terv elvetve, részben a része                                              |        |
| A 480 |        | Wetzlar-Nord – Aßlar – Wetzlar-Blasbach Wettenberg –         | 19 km      | Használatban Tervezett: Wetzlar-Blasbach – Wettenberg                      |        |
| A 485 |        | – Gießen – Linden – Langgöns                                 | 20 km      | Használatban                                                               |        |

#### A 500-tól A 599-ig
| Név   | Jelzés | Érintett városok                                           | Megépített | Állapot                                                                                           | Térkép |
| ----- | ------ | ---------------------------------------------------------- | ---------- | ------------------------------------------------------------------------------------------------- | ------ |
| A 516 |        | - – Oberhausen-Eisenheim                                   | 5 km       | Használatban                                                                                      |        |
| A 524 |        | – Duisburg-Rahm (a részeként folytatódik)                  | 6 km       | Használatban Építés alatt: Duisburg-Rahm – – Duisburg-Mündelheim Tervezett: Duisburg-Mündelheim – |        |
| A 533 |        | - – Brühl (a részeként folytatódik)                        | 13 km      | Használatban                                                                                      |        |
| A 535 |        | – Wuppertal-Dornap – Velbert –                             | 14 km      | Használatban                                                                                      |        |
| A 540 |        | Jüchen – Grevenbroich                                      | 7 km       | Használatban                                                                                      |        |
| A 542 |        | (Monheim am Rhein) – (Langenfeld)                          | 5 km       | Használatban                                                                                      |        |
| A 544 |        | (Aachen-Europaplatz) – -                                   | 5 km       | Használatban                                                                                      |        |
| A 545 |        | Aachen – Bad Münstereifel                                  |            | Terv elvetve                                                                                      |        |
| A 552 |        | – Köln-Niehl                                               |            | Terv elvetve                                                                                      |        |
| A 553 |        | - – Brühl ( részeként folytatódik                          | 14 km      | Használatban                                                                                      |        |
| A 555 |        | Köln – Bonn                                                | 20 km      | Használatban                                                                                      |        |
| A 558 |        | Frechen – Rodenkirchen                                     |            | Terv elvetve                                                                                      |        |
| A 559 |        | Köln-Deutz – – Gremberghoven –                             | 4 km       | Használatban                                                                                      |        |
| A 560 |        | (Sankt Augustin) – Siegburg – Hennef –                     | 13 km      | Használatban                                                                                      |        |
| A 562 |        | Bonn-Friesdorf/Dottendorf – – Bonn-Holtorf                 | 3 km       | Használatban                                                                                      |        |
| A 565 |        | (Bonn) – Meckenheim – Grafschaft (a részeként folytatódik) | 31 km      | Használatban                                                                                      |        |
| A 571 |        | – Ehlingen (a részeként folytatódik)                       | 3 km       | Használatban                                                                                      |        |
| A 573 |        | – Bad Neuenahr                                             | 3 km       | Használatban                                                                                      |        |
| A 580 |        | Aachen-Europaplatz – -                                     |            | része                                                                                             |        |

#### A 600-tól A 699-ig
| Név   | Jelzés | Érintett városok                                                 | Megépített | Állapot                              | Térkép |
| ----- | ------ | ---------------------------------------------------------------- | ---------- | ------------------------------------ | ------ |
| A 602 |        | Schweich – Trier                                                 | 10 km      | Használatban                         |        |
| A 610 |        | Idar-Oberstein – Kirn – Bad Kreuznach                            |            | Terv elvetve, részben a része        |        |
| A 620 |        | Saarlouis – Saarbrücken                                          | 32 km      | Használatban                         |        |
| A 621 |        | Saarlouis – Überherrn (– )                                       |            | Terv elvetve, részben a része        |        |
| A 623 |        | Friedrichsthal – Saarbrücken                                     | 12 km      | Használatban                         |        |
| A 643 |        | Wiesbaden – Mainz                                                | 8 km       | Használatban                         |        |
| A 647 |        | Frankfurt-Höchst – Königstein im Taunus                          |            | Terv elvetve, részben a része        |        |
| A 648 |        | (Eschborn) – – Katharinenkreisel – Frankfurt                     | 6 km       | Használatban                         |        |
| A 650 |        | Bad Dürkheim – Ludwigshafen am Rhein                             | 13 km      | Használatban                         |        |
| A 652 |        | Kandel – Wörth am Rhein                                          |            | Terv elvetve, részben a              |        |
| A 653 |        | Ludwigshafen am Rhein – Speyer                                   |            | Terv elvetve, részben a és a része   |        |
| A 654 |        | Kandel – Wörth am Rhein                                          |            | Terv elvetve                         |        |
| A 655 |        | Worms – Leimen                                                   |            | Terv elvetve, részben a , és a része |        |
| A 656 |        | Mannheim – Heidelberg                                            | 12 km      | Használatban                         |        |
| A 659 |        | Viernheim – Weinheim                                             | 6 km       | Használatban                         |        |
| A 661 |        | Oberursel – Frankfurt-Riederwald – Offenbach am Main – Egelsbach | 40 km      | Használatban                         |        |
| A 671 |        | Wiesbaden – Mainz                                                | 13 km      | Használatban                         |        |
| A 672 |        | Griesheim – Darmstadt                                            | 3 km       | Használatban                         |        |
| A 680 |        | Darmstadt – Dieburg                                              |            | Leminősítve a -hoz                   |        |
| A 683 |        | Dieburg – Hanau                                                  |            | Leminősítve a -höz                   |        |
| A 687 |        | Stockstadt am Main – Großwallstadt                               |            | Leminősítve a -hez                   |        |

#### A 700-tól A 799-ig
| Név   | Jelzés | Érintett városok                           | Állapot                                            |
| ----- | ------ | ------------------------------------------ | -------------------------------------------------- |
| A 713 |        | Würzburg-Estenfeld – Würzburg-Heidingsfeld | Terv elvetve, a része                              |
| A 720 |        | Lipcse                                     | Terv elvetve, a és a része                         |
| A 722 |        | - – egykori NDK határa                     | Autópálya Németország újraegyesítéséig, ma a része |
| A 731 |        | Bamberg – Pommersfelden                    | Terv elvetve, az része                             |
| A 751 |        | Nürnberg – Schwabach                       | Terv elvetve, a része                              |
| A 752 |        | Nürnberg – Diespeck                        | Terv elvetve, a része                              |
| A 753 |        | Nürnberg                                   | Terv elvetve, a , illetve egy járási út része      |

## Galéria

A német autópálya-hálózat 2007 májusában
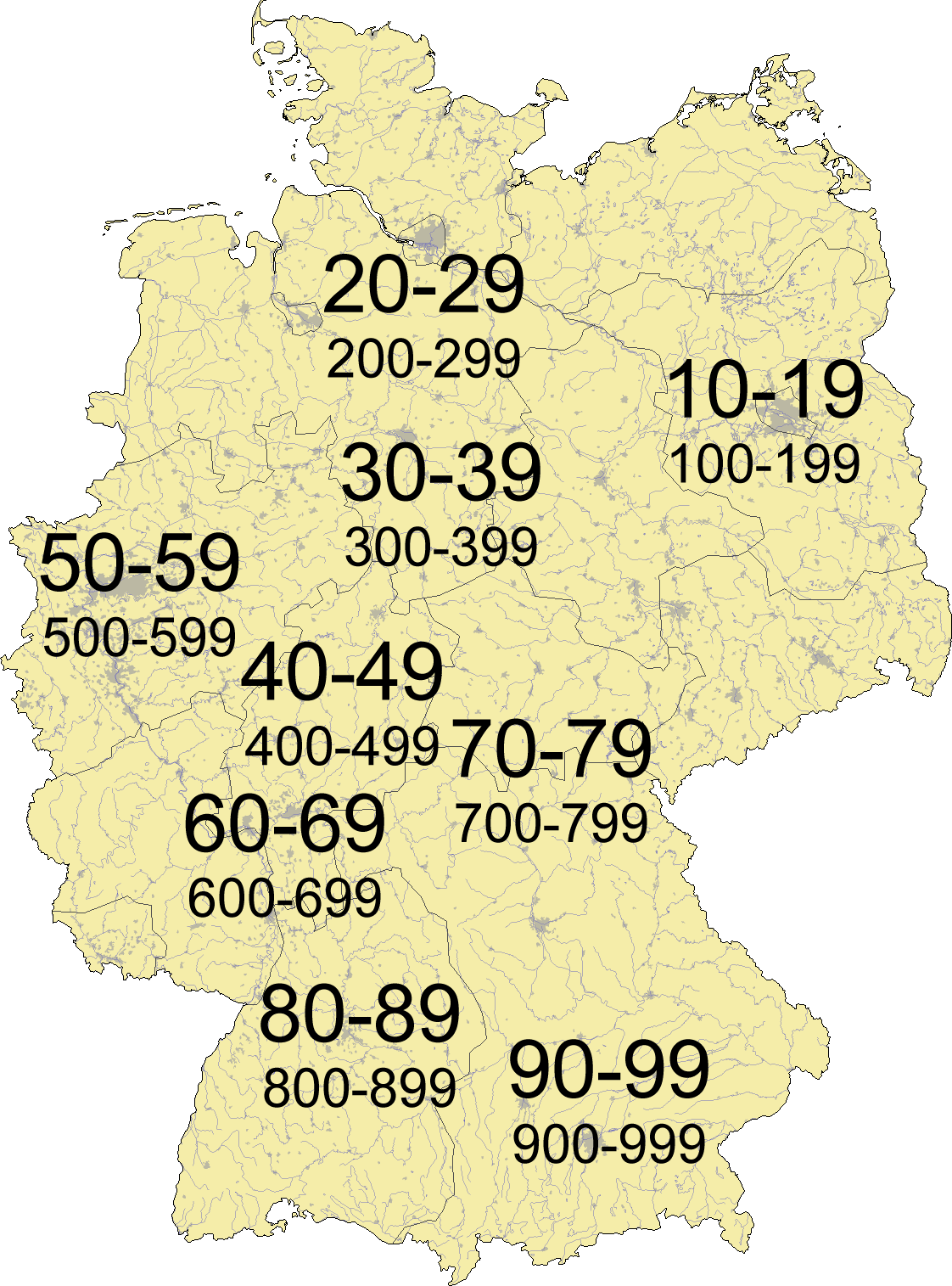
Német autópályák számozása régiók szerint
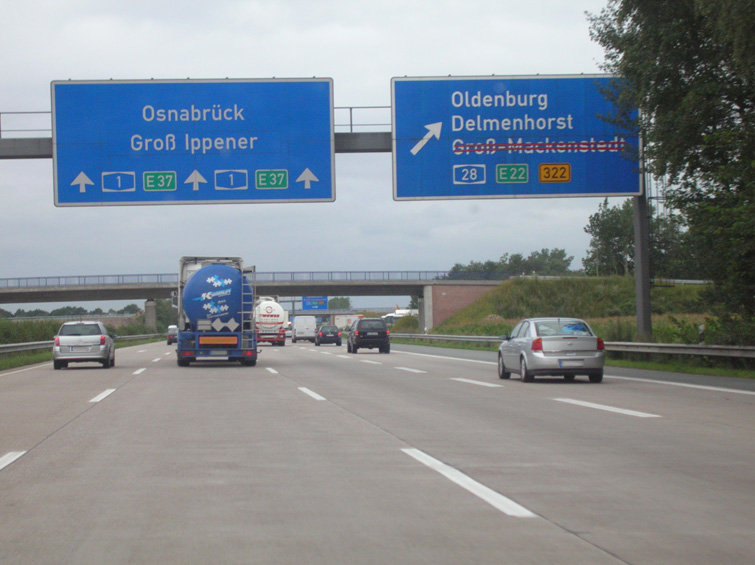
Az -es autópálya Bréma mellett
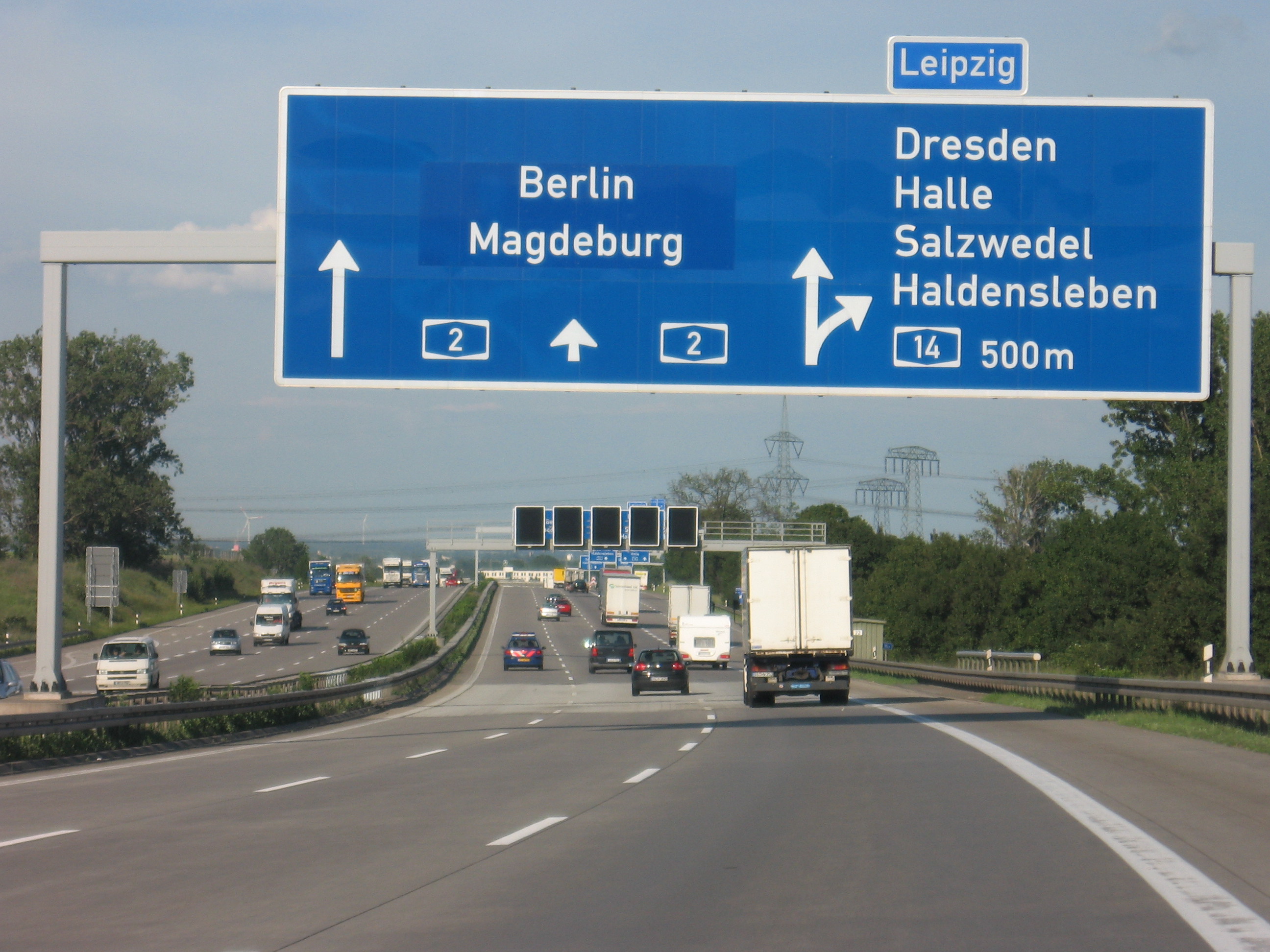
A -es autópálya Duisburg mellett
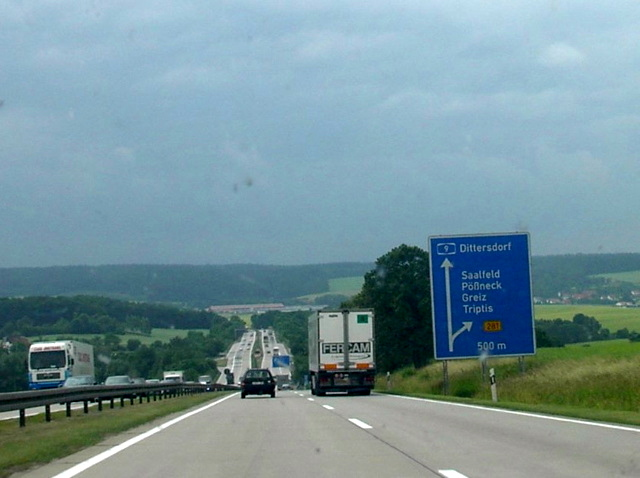
Régi Autobahnok képe

## Fordítás
Ez a szócikk részben vagy egészben  a   Liste der Bundesautobahnen in Deutschland című német Wikipédia-szócikk fordításán alapul.  Az eredeti cikk szerkesztőit annak laptörténete sorolja fel. Ez a jelzés csupán a megfogalmazás eredetét és a szerzői jogokat jelzi, nem szolgál a cikkben szereplő információk forrásmegjelöléseként.